# Lederhose
Lederhose là một đô thị ở Greiz district of Thüringen, Đức. Đô thị này có diện tích 4,84 km², dân số thời điểm ngày 31 tháng 12 năm 2006 là 295 người.